# Койчиев, Мамбет
Мамбет Койчиев (кирг. Мамбет Койчиев; 1899 год, с. Кара-Ой — 1974 год, с. Кара-Ой, Ак-Талинский район, Нарынская область) — старший табунщик колхоза «Кара-Ой» Куланакского района, Тянь-Шаньской области, Киргизская ССР. Герой Социалистического Труда (1948).

## Биография
Родился в 1899 году в крестьянской семье в селе Кара-Ой.
Трудился табунщиком, старшим табунщиком в колхозе «Кара-Ой» Куланакского района.
В 1947 году вырастил 50 жеребят от 50 кобыл. Указом Президиума Верховного Совета СССР от 15 сентября 1948 года удостоен звания Героя Социалистического Труда с вручением ордена Ленина и золотой медали «Серп и Молот». Также был награждён 2 медалями ВСХВ.
С 1969 года — персональный пенсионер союзного значения. Проживал в селе Кара-Ой.
Скончался в 1974 году.